# Xarxa en arbre

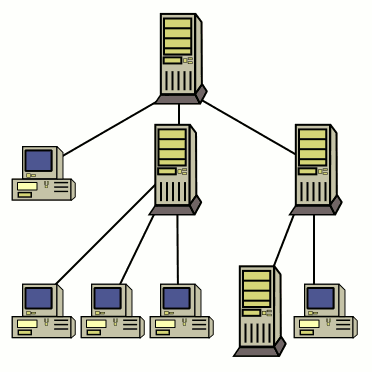
Xarxa en arbre i/o jeràrquica

La Xarxa en arbre o Jeràrquica és una topologia de xarxa on cada node pot estar connectat a un node superior i del que poden penjar diversos nodes inferiors formant un arbre. Permeten dissenyar-se diferents nivells de centralització, amb control de pas en quantitat i qualitat, amb elements de desconnexió que permeten controlar el transport cap a un receptor o grup de receptors.

## Desavantatges de Topologia d'Arbre
- Cal molt cable .

- La mesura de cada segment ve determinada pel tipus de cable utilitzat .

- Si s'ensorra el segment principal tot el segment s'ensorra amb ell .

- És més difícil la seva configuració .[3]